# Copidostoma chrysodoris
Copidostoma chrysodoris är en fjärilsart som beskrevs av Diakonoff 1954. Copidostoma chrysodoris ingår i släktet Copidostoma och familjen vecklare. Inga underarter finns listade i Catalogue of Life.